# Soskuld
Pour les articles homonymes, voir Baudo.
Soskuld, née Solange Baudo le 7 octobre 1985, est une auteure française de bande dessinée.

## Biographie
Dans son enfance, elle découvre le Club Dorothée et notamment des séries animées comme Dragon Ball Z, Evangelion, Sailor Moon et Ah ! My Goddess. Elle intègre une école d'infirmière, tout en continuant le dessin entre les révisions et les stages. Inspirée par des auteurs comme Souillon ou Laurel, elle ouvre son blog en 2007, intitulé La Vie Secrète d'une Étudiante Infirmière (qui devient La Vie d'Une Aide-soignante en 2009), afin de raconter son quotidien d'aide-soignante, ainsi que les problèmes que le métier affrontent.
En 2015, elle intègre l'Académie Brassart-Delcourt pour suivre une formation d'auteur de bande dessinée, avec l'idée d'en faire son métier. Elle n'oublie pas son ancien travail d'aide-soignante, puisque son premier album aux éditions Michalon s'intitule Omerta à l'Hôpital illustré.

## Œuvre
Omerta à l'Hôpital
- 1 Omerta à l'Hôpital - Illustré , Michalon, 2018
Scénario : Valérie Auslender - Dessin et couleurs : Soskuld -  (ISBN 978-2-84186-885-8)